# Zusters van de Goddelijke Voorzienigheid

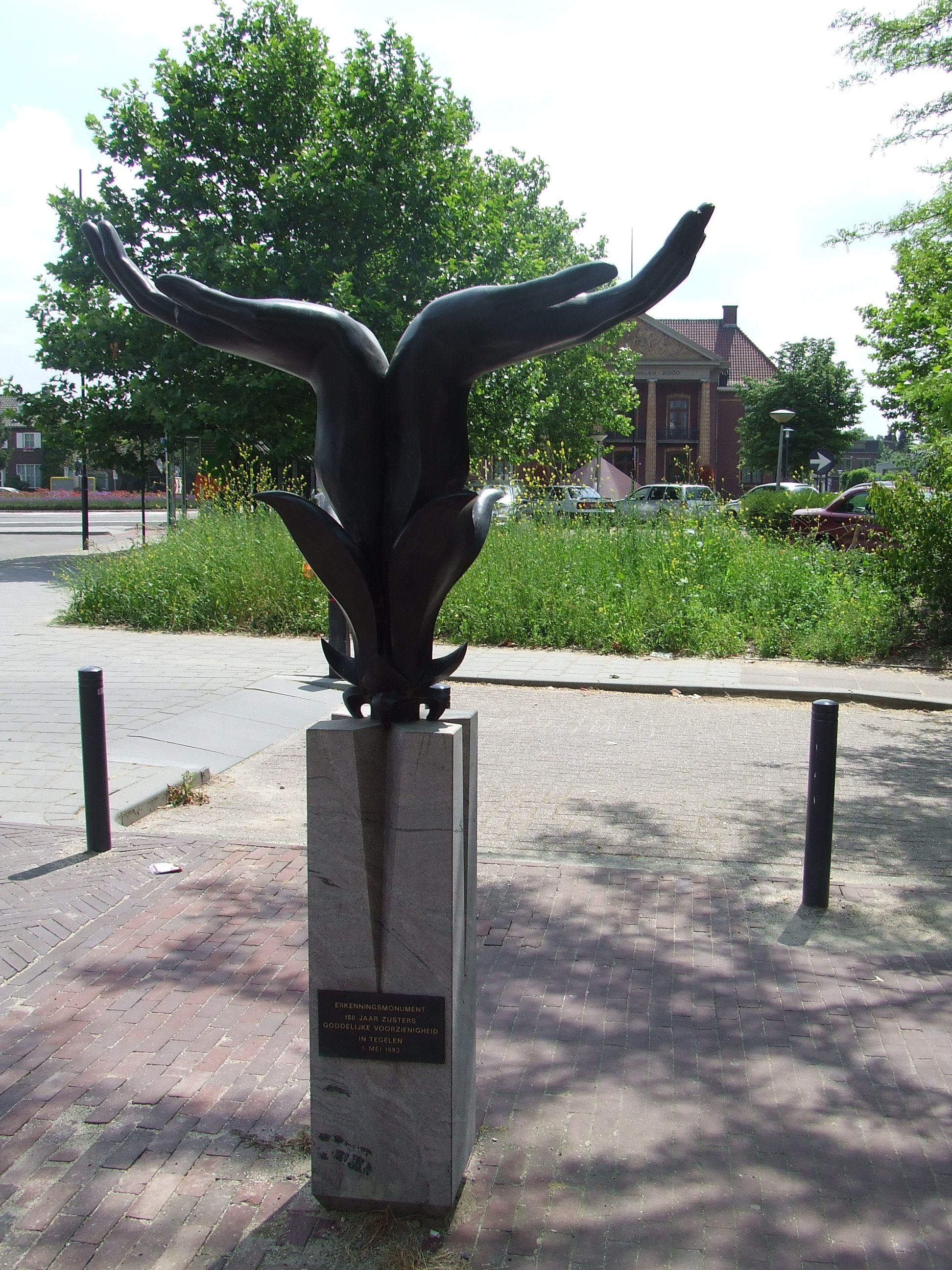
Erkenningsmonument 150 jaar Zusters van de Goddelijke Voorzienigheid in Tegelen van Jos Oehlen.

De Zusters van de Goddelijke Voorzienigheid, officiële afkorting S.D.P., is een rooms-katholieke vrouwelijke congregatie die in 1842 door de priester Eduard Michelis in de Duitse stad Münster werd gesticht. Eind 2017 telde de congregatie 178 huizen (kloosters, communauteiten) en 949 religieuzen. Het generalaat bevindt zich te Münster. Generaal-overste was zr. Márian Ambrosio.

## Geschiedenis
De orde wijdt zich voornamelijk aan het opvoeden en onderwijzen van meisjes en stichtte weeshuizen, kleuterscholen en scholen in onder meer Duitsland, Nederland, Brazilië, Indonesië en Malawi. Ten gevolge van de Kulturkampf, de strijd van het pas opgerichte Duitse Rijk onder Otto von Bismarck tegen de Katholieke Kerk, moesten de zusters Duitsland voor enige tijd verlaten en in 1876 vestigden ze zich aan de markt in Blerick en in Villa Moubis in het kloosterdorp Steyl, waar tot 1892 ook het generalaat gevestigd was. In 1895 gingen Duitse zusters naar Brazilië, in 1934 zond de Nederlandse provincie de eerste zusters naar Indonesië en in 1960 begonnen Duitse, Nederlandse en Braziliaanse zusters hun werk in Malawi. Daarnaast zijn ze heden actief in Paraguay, Bolivia, Mozambique, Aruba en Timor.

### Steyl - Tegelen
De zusters begonnen in 1876 in Steyl een kostschool voor Duitse kinderen, waar tot 1897 een kweekschool aan verbonden was. De kweekschool werd opgevolgd door een normaalschool, die in 1899 naar Blerick werd verplaatst. In 1903 was het nieuwe zusterhuis met scholen aan de Kerkstraat in Tegelen gereed. In 1913 werd begonnen met de bouw van een ziekenhuis, dat vanwege de Eerste Wereldoorlog pas in 1927 werd geopend als het R.K. Ziekenhuis De Goddelijke Voorzienigheid (na de nieuwbouw in 1964 St. Willibrord Ziekenhuis). In 1933 werd Op de Heide het St. Annaklooster met scholen gesticht.

### Blerick
De zusters van de Goddelijke Voorzienigheid vestigden zich in februari 1876 aan de markt in Blerick (het huidige Antoniusplein) en vanaf 1898 aan de Antoniuslaan. Afgezien van de betekenis voor het religieuze leven en het onderwijs in Blerick vormde de vestiging van een dergelijke gemeenschap een belangrijke stimulans voor de lokale economie. Naast het klooster leidden de zusters namelijk ook twee internaten, verschillende types scholen en een pension voor dames en heren, waar op het hoogtepunt begin jaren dertig circa 800 personen werkzaam waren. 

### Kessel
Na de dood van Frederik Hendrik Karel de Keverberg de Kessel in 1876 huurden de zusters van de Goddelijke Voorzienigheid het kasteel Keverberg en in 1903 werd het kasteel aangekocht. In het gebouw werd het Aloysiuspensionaat voor meisjes en een klooster ingericht. In 1944 tijdens de Tweede Wereldoorlog werd het kasteel geheel verwoest, maar het onderwijs kon voortgang vinden in de bijgebouwen. In 1953 werden de kasteelruïne door de gemeente Kessel aangekocht en verlieten de zusters de plaats.

## Vestingen in Nederland
Hieronder staat een lijst van vestigingen van de Zusters van de Goddelijke Voorzienigheid met jaartal van vestiging en eventueel jaar van vertrek. De nog aanwezige zusters wonen vaak niet meer in de oorspronkelijke huizen en kloosters.
- 1876 - Blerick, Vincentiusgesticht, Antoniusklooster en Maria Regina (tot heden)
- 1876 - Helden, Mariaklooster (tot 1967)
- 1876 - Kessel, Aloysiuspensionaat (tot 1953)
- 1876 - Steyl, Sint Josephklooster (tot 1994)
- 1876 - Venray, Sint Josephklooster (tot 1989)
- 1877 - Neer, Sint Josephklooster (tot 1982)
- 1877 - Roosteren, Sint Annaklooster (tot 1951)
- 1877 - Sevenum, Sint Annaklooster (tot 1977)
- 1877 - Tegelen, Sint Josephklooster (tot 1987)
- 1878 - Buggenum, Pand Dorpstraat (tot 1889)
- 1882 - Arcen, Sint Josephklooster (tot 1951)
- 1882 - Ottersum, Maria Roepaan (tot 1996)
- 1896 - Ottersum, Antoniusklooster (tot 1958)
- 1903 - Maasbree, Sint Josephklooster (tot 1988)
- 1909 - Lent, Sint Lambertusgesticht, Sint Jozefklooster (tot 1954)
- 1910 - Bergharen, Annaklooster (tot 1966)
- 1910 - Lierop, Henricusgesticht (tot 1964)
- 1910 - Spekholzerheide, Sint Josephklooster (tot 1968)
- 1913 - Maasniel, Sint Luciaklooster  (tot 1965)
- 1914 - Panningen, Carolus Borromeusgesticht (tot 1958)
- 1920 - Arnhem, Huize de Raaphors (tot 1947)
- 1920 - Terwinselen, Heilig Hartklooster (tot 1959)
- 1922 - Schiermonnikoog, Sint Egbert (tot 1926)
- 1923 - Maasbracht, Heilig Hartklooster (tot 1930)
- 1924 - Culemborg, Seminarie van het Aartsbisdom (tot 1935)
- 1924 - Utrecht, Heilig Hartklooster (tot 1975)
- 1925 - Arnhem, Sint Josephklooster (tot 1997)
- 1926 - America, Heilig Hartklooster (tot 1981)
- 1927 - Tegelen, R.K. Ziekenhuis de Goddelijke Voorzienigheid (tot 1983)
- 1931 - Oirlo, Maria Regina (tot 1959)
- 1932 - Tegelen, Annaklooster (tot heden)
- 1935 - Apeldoorn, Klooster Nazareth (tot 1984)
- 1935 - Venray, Sint Vincentiushuis (tot 1986)
- 1945 - Venray, Klooster Maria Visitatie (tot 1964)
- 1955 - Amsterdam, Mariaconvent (tot 1983)
- 1965 - Rotterdam, Driekoningenhuis (tot 1970)
- 1965 - Venlo, Wylderbeek (tot 1989)
- 1989 - Tegelen,  ’t Peske (tot heden)
- 1990 - Venlo, Pand IJsvogelstraat (tot 2006)